# Bilgola Beach
Bilgola Beach är en ort i Australien. Den ligger i kommunen Pittwater och delstaten New South Wales, i den sydöstra delen av landet, omkring 26 kilometer nordost om delstatshuvudstaden Sydney.
Trakten är tätbefolkad. Närmaste större samhälle är Dee Why, omkring 12 kilometer söder om Bilgola Beach. Genomsnittlig årsnederbörd är 1 380 millimeter. Den regnigaste månaden är februari, med i genomsnitt 200 mm nederbörd, och den torraste är juli, med 36 mm nederbörd.